# Fujkin István
Fujkin István   (Horgos, 1953. július 29. –) illusztrátor, festő, képregényrajzoló. Az egykori Jugoszláviában, a vajdasági Horgoson született alkotó az 1990-es évek elején részese volt a magyar képregény új útra lépésének. 1997 óta Kanadában él.

## Munkásság
Fujkin István művészete különböző, már létező stílusokra épül, mégis teljesen egyedi az eredmény, ahogy a zenei világ nála a techno-szürrealista átlényegülés következtében képzőművészetté válik. Festményeit ismert művészek zenei kompozíciói ihletik, melyek képi metaforikus kifejezése a léleknek ugyanazt a rétegét érinti, - a képzőművészet kifejező erejével gazdagodva, - mint az eredeti alkotások. Fujkin művei mély érzelmeket szabadítanak fel az ember tudatalattijából. Ez az a terület, amit a mai képzőművészeti világ egyre inkább elhanyagol. Fujkin munkáinak stílusa és technikája azonban segít a léleknek ezen feltáratlan tájait felfedezni, melyek felette állnak időnek és térnek. Fujkin mívesen kidolgozott képeihez nem használja a modern technikai eszközöket, - hagyományos ecsettel lényegíti át a zenét a képzőművészet világába.
A vajdasági születésű autodidakta Fujkin István 1974 óta dolgozik hivatalosan a vizuális művészetek területén, azóta állít ki rendszerességgel csoportosan és egyénileg is. 1985-ben alapító tagja volt a máig is működő „Q csoportnak". Ugyanabban az évben felvételt nyert az UPIDIV-nál. 1985-től készített képregényeket a jugoszláviai Rock Magazine havilap számára, amelyekben John Lennon, Tina Turner és helyi zenekarok dalait illusztrálta. A nyolcvanas évektől kezdve számos lemez- és könyvborítót készített, illusztrátorként rendszeresen dolgozott az IPM-nek és a Galaktikának is.
Fujkin a Lézer Színház látványtervezőjeként 1990-ben települt át Magyarországra. Találkozása a technikai művészetekkel komoly változásokat eredményezett a Lézer Színház műsorainak arculatában. Kidolgozta a multivíziós panorámavetítés új módszerét. Ugyanakkor minden időben vonzotta az új kihívás kínálta sokszínűség, lemezborítókat, illusztrációkat, címlapgrafikákat tervezett. Az ő nevéhez fűződik az egy, ill. többoldalas szöveg nélküli képregény meghonosítása Magyarországon. 1993-tól tagja lett a „MAEO"-nak is. Részt vett az 1992-es tokaji és az 1993-as nyíregyházi országos képregénytalálkozókon, és utóbbin megválasztották az év képregény-rajzolójának. 1994-ben jelen volt a Kretén humormagazin indulásánál, ő tervezte a lap ma is használatos logóját és az első számok oldalain következetesen feltűnő tyúkokat és egyéb szárnyasokat. Több képregényt és még több illusztrációt rajzolt a lapba, és Kiss Ferenc forgatókönyve alapján ő rajzolta Szekfű Sanya félbeszakadt kalandját.
1997-ben Torontóban telepedett le, ahol 2001-ig Rófusz Ferenc Super Fly Films animációs stúdiójánál dolgozott karaktervervezőként. Közben a torontói Hungarian Life hetilap karikatúrarovatát rajzolta, és a magyar nyelvű Pythagoras Füzetek irodalmi magazin művészeti vezetőjeként dolgozott. Ő illusztrálta Simándi Ágnes Szamizdat (2004) és Tiszta hang (2006) című, Magyarországon megjelent versesköteteit.
Fujkin munkásságában új fejezet indult a Metronóm Kanada Múzeum arculatának kialakításával, mert mint a művészeti tervező csoport tagja számos egyedi alkotása nyer elhelyezést a létesítményben. Az épület bejáratánál az általa tervezett két méter magas „Árgus” fogadja majd a látogatókat. A „Serendipity” Szobor Parkba és játszótérre látványos, és a maguk nemében egyedi zenei szobrokat tervezett.
A Múzeum központjában Fujkin öt emeletes szoborkompozíciója kap helyet. Az alkotás két részből áll, a három emeletmagasságú zenei totemoszlopból, valamint az oszlop fölött két emeletmagasságban függő szobrokból. A totemoszlop a hagyományos indián formákat követi, bár az ő sajátos átlényegítése szerint az alkotáson csak a zenei elemek, hangszerek dominálnak. A Metronóm Kanada tetőteraszán a „Rapszódia” étterem foglal majd helyet, melynek belső építészeti terveit is Fujkin Istvánra bízták.
Fujkni István kanadai életének egyik legérettebb gyümölcse a „Kék bagoly” képsorozat. A hagyományos indián kultúra számos eleme, eszköze, valamint spiritualitása (pl. gyógyítási szertartások, táncok), az indián csoportok történelme, zenei hagyománya stb. mélyen megérintették a lelkét, és elragadták művészi képzeletét. Különösen az indián származású Robbie Robertson rockzenész alkotásai voltak nagy hatással Fujkinra. Robertson zenei kompozícióit ugyanis a hagyományos indián kultúra spirituális elemei hatják át, de mégis a mai kor emberének szólnak ugyanúgy, mint Fujkin „Kék bagoly” képsorozatának eddig elkészült alkotásai. Fujkin mélységesen hisz abban, hogy művei hidat képeznek a nyugati kultúra és az indián hagyományok megértése és megértetése között. Képein átüt a megrendítő tisztelet és a mindenek fölötti szeretet egy több évezredes hagyomány és életforma iránt, amelyet napjainkban oly kevésbé ismernek.

## Képregények magyarországi lapokban
- Vörös Rébék (Arany János nyomán, Galaktika 110, 1989)
- A kapcsolat (Hepiend képes regényújság, 1990/6)
- Népmese (Kretén 1, 1994)
- Hari (Kretén 2, 1995)
- Tanmesécske (Kretén 2, 1995)
- Szekfű Sanya (Írta Kiss Ferenc, Kretén 2, 1994)
- Szájenszkiksönöcske (Kretén 3, 1994)
- Gomba (Kretén 4, 1994)
- Figyelnek minket (Profil, Kiss Ferenc magánkiadása, 1994)
- Régi viccek új feldolgozásban (Kretén 7, 1995)
- Tóni, az esőcsináló és Tóni vadászkalandja (Kalóz 8, Kiss Ferenc magánkiadása, 2004)

## Lemezborítók
- Locomotiv GT X  (1982)
- Balázs Ferenc: Register (1984)
- Edda Művek 6 (1986)
- Török Ádám: Alligátor (1987)
- Kormorán: Hungarian Rhapsody (1989)
- Skorpió: A show megy tovább (1993)
- Skorpió: '73-'83 (1993)
- Benkó Dixieland Band and the Banjo Super Stars (1993)
- Edda Művek: Sziklaszív (1994)
- Dallasz: Szúr a pávatoll (1995)
- Papp Gyula és a Prédikátor: A pokol tornácán (1995)